# Miracles (Someone Special)
"Miracles (Someone Special)" é uma canção da banda britânica de rock alternativo Coldplay e do rapper americano Big Sean. Foi lançado em 14 de julho de 2017 como o segundo single do décimo terceiro EP de Coldplay, intitulado Kaleidoscope. É a primeira vez que a banda apresentou um rapper em uma de suas músicas desde que Jay-Z apareceu na canção "Lost +". A canção apresenta um trecho de uma linha de Michael J. Fox de Back to the Future (De volta para o futuro).

## Videoclipe
Um videoclipe com a letra da canção foi lançado em 15 de julho de 2017; foi dirigido por Ben Mor e alterna entre várias fotografias, a maioria referente a imigrantes que chegam a Ellis Island, entre o final do século XIX e o início do século XX.

## Desempenho nas tabelas musicais
| Tabela musical (2017)                     | Melhor posição |
| ----------------------------------------- | -------------- |
| Argentina (Monitor Latino)                | 15             |
| Bélgica (Ultratop 50 da Valônia)          | 29             |
| Bélgica (Ultratop 50 de Flandres)         | 26             |
| República Checa (Singles Digitál Top 100) | 80             |
| Dinamarca (Tracklisten Airplay)           | 18             |
| Escócia (Scottish Singles Chart)          | 22             |
| Eslováquia (Rádio Top 100)                | 44             |
| França (SNEP)                             | 72             |
| Hungria (Rádiós Top 40)                   | 33             |
| Irlanda (IRMA)                            | 98             |
| Itália (FIMI)                             | 76             |
| Nova Zelândia (RMNZ)                      | 5              |
| Países Baixos (Dutch Top 40)              | 30             |
| Polónia (Polish Airplay Top 100)          | 30             |
| Portugal (AFP)                            | 81             |
| Reino Unido (UK Singles Chart)            | 54             |
| Suécia (Sverigetopplistan)                | 62             |
| Suíça (Schweizer Hitparade)               | 45             |

## Certificações
| País          | Certificação | Vendas |
| ------------- | ------------ | ------ |
| Itália (FIMI) | Ouro         | 25.000 |